# BeV StroganoV

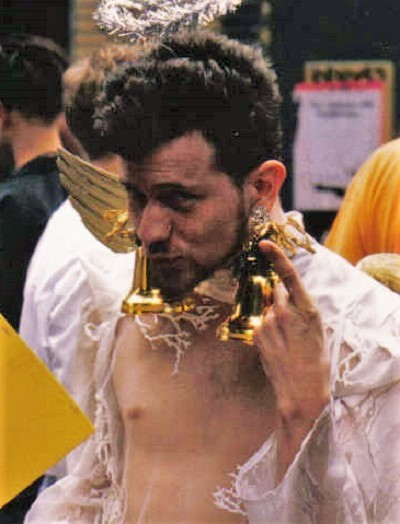
BeV StroganoV 1990, CSD Berlin

BeV StroganoV (* 27. März 1963) ist eine Tunte; Modedesigner(in), Entertainer(in), TV-Moderator(in), Schwulen-Aktivist(in), Darsteller und Ausstatter mehrerer Kinofilme und bei Theaterproduktionen. Organisierte Benefize für AIDS-Selbsthilfeprojekte, ein Hospiz (Lighthouse Berlin) und 10 Mal Co-Produzent des Queer Teddy Award bei der Berlinale.

## Leben

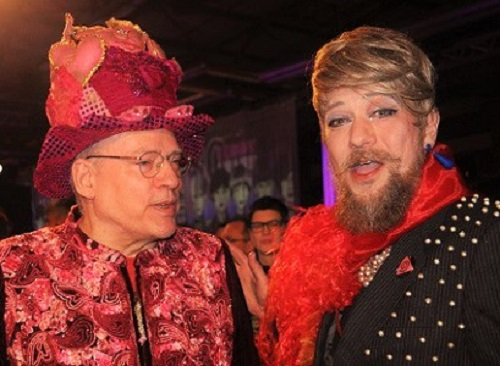
Rosa von Praunheim und BeV StroganoV beim Teddy Award 2016

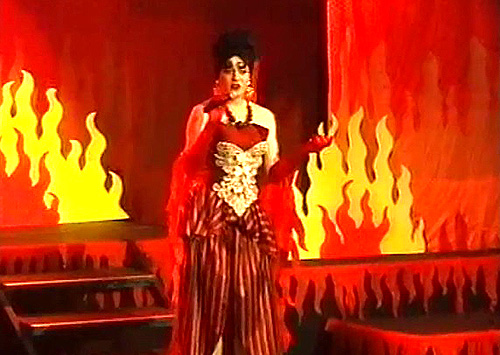
BeV StroganoV moderierte die Oz-Party Show "ErOz", Berlin 2000

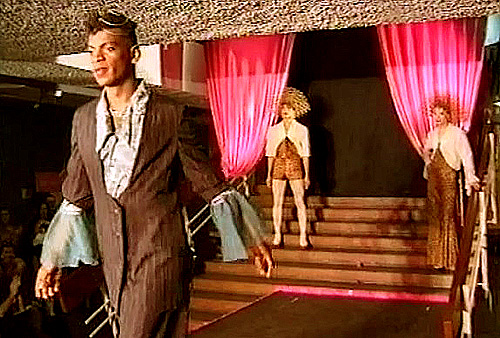
BeV-Design: Modenschau in der Akademie der Künste, Berlin 1997

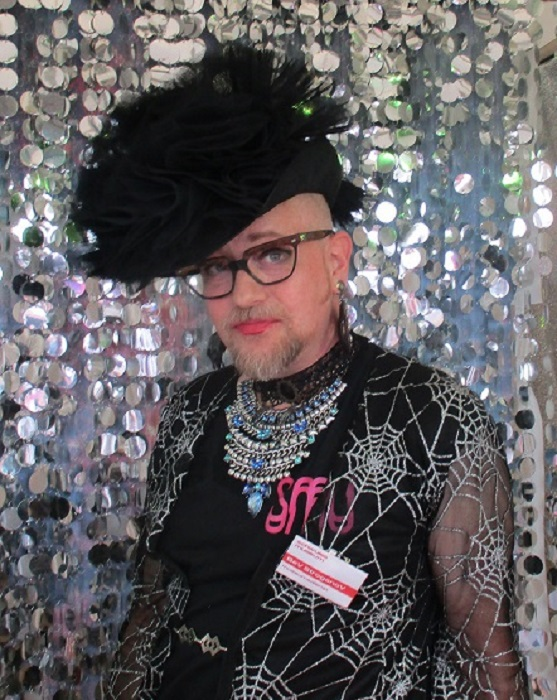
BeV StroganoV, Schwullesbisches Stadtfest, Berlin 2018

BeV StroganoV begann 1985 als Mitglied beim Tunten-Ensemble „Ladies Neid“ und im selben Jahr erstmals Darsteller und Kostümdesigner im Rosa-von-Praunheim-Film „Ein Virus kennt keine Moral“ (Mittelalter-Szenen). Ende des Jahres schon „Ladies Neid II“ mit Moderatorin Lotti Huber. Nach der Ausbildung im Lette-Verein waren die ersten BeV-Design Modenschauen 1987 im SchwuZ und vor dem legendären Café Swing auf dem Nollendorfplatz. Es folgten Shows bei der OFF-Line Modemesse (Berlin, Hamburg, Frankfurt a.M) bis zu „Das Kostüm ´97“ in Berlin, Rostock und Hamburg. Hervorzuheben die Erfindungen: Slipschlips (Verbindung von Schlips und Slip bzw. Hose, Rock oder nur Weste), Hängerchen übers Hörnchen, Rosa-Dreieck-Shirt. Das Ziel war Tunten eine eigene Mode ohne „Oberweite“ zu schaffen, tragbar für Sie, Ihn und die Dazwischen.
1988 eröffneten BeV und Ichgola Androgyn den „Drag-Store“ für Tunten-Mode und Kostüme sowie die Firma „D-Kor“ (Dekorationen für Großveranstaltungen wie z. B. Westbam-Party und Rias TV-Studio für „High Live“ mit seinem Freund Lutz Wolgram, der 1994 an AIDS starb). Drei Jahre nebenbei Organisation CSD Berlin mit Showprogramm im Tempodrom-Zelt und „Act Up“-Aktionen.
1990 mit Manfred Salzgeber, Wieland Speck und Prinz Eisenherz Buchladen die Organisation der ersten Teddy Award-Show. Im SchwuZ stellten BeV & Ades Zabel bei einer Anti-Gewalt-Revue das Poster „Schwule Wut“ mit der Notrufnummer für schwule Überfall-Opfer vor. Und auch das Poster „Demo gegen § 175“ hatte BeV mit dem Grafiker Jörg Garbe gestaltet.
1991 begann mit einer Ausstellung von Zeichnungen in der Galerie Lou Lou Lazard, dann Fernseh-Moderationen bei Praunheims TV-Sendungen „Schrill, Schräg, Schwul“ auf FAB und bei der Nachfolgesendung „andersrum“ der Produktionsfirma cineplus auch in der andersrum-TV-Redaktion.
Der Film „Liebe, Eifersucht und Rache“ von Michael Brynntrup mit BeV in der Doppel-Hauptrolle hatte 1992 Premiere auf der Berlinale und wurde auf mehreren Filmfestivals ausgezeichnet.
1993 engagierte Corny Littmann den Designer ins Schmidt-Tivoli Hamburg für das Musical „Cabaret“ mit Ernie Reinhardt (Lilo Wanders) als Frl. Schneider. Im August war BeV mit Models und „Mode für Sozialschwache“ Teil der „NDR Schmidt-Show“ zum Thema Travestie mit Romy Haag und Gordy. Kundinnen wurden auch Claudia Roth, Désirée Nick, die O-Ton Piraten und Joanne „Yavahn“ Thomas für ihr Musik-Video „Everybody be somebody“ (Ruffneck) mit vielen Berliner Tunten auf Schlittschuhen und Kostümen von BeV-Design.
Für big spender berlin organisierten das BeV und das Ovo (die beiden nannten sich absichtlich in dieser Schreibweise) „Fashion for AIDS 1994“ in der Volksbühne Berlin mit vielen Designern und über 50 ehrenamtlicher Models verschiedener Agenturen. Besondere Aufmerksamkeit bekam Hildegard Knef als Stargast. Im Folgejahr „Walk for Life“ (Gehen fürs Leben) im Sommer und „Staying alive“ zum World-AIDS-Day. Tita von Hardenberg hatte einen umfassenden Beitrag über die AIDS-Hospiz Situation in den 90ern mit den beiden „Kabaretttunten“ gedreht für TIP-TV. Im Roten Salon der Volksbühne traten sie wöchentlich als N8schwestern auf mit den Titeln „Das Weinen hat ein Ende“ und „HIV á la Carte“.
Ein Jahr war BeV ab Mai 2000 „Host“ der translesbischwulen Party „Oz-queerwonderworld“ (siehe Der Zauberer von Oz (1939): „Freunde von Dorothy“ war einst Codewort für Homosexuelle). Die monatlich stattfindenden Partys hatten passende Motto-Shows wie „Tunten im Meer“ oder „Gays in Space“in den BKA-Luftschloß Zelten am Schloßplatz (Berlin), wo auch 2001 das Transgender-Festival „Wigstöckel“ gefeiert wurde. BeVs Manager betreute auch Shequida Ryzell, Ingrid Caven und Nina Hagen und ist der Produzent der Teddy Awards. Es gibt über 50 Fernsehberichte zu den Veranstaltungen von BeV und auch mehrere TV-Porträts.
2001 wurde von Rosa von Praunheim die Dokumentation „Tunten lügen nicht“ („Queens don´t lie“) über das Leben von BeV StroganoV, Ovo Maltine, Ichgola Androgyn und Tima die Göttliche gedreht. Uraufführung des Films war 2002 bei der Berlinale. Der Film wurde im Fernsehen wiederholt gezeigt und war auf vielen internationalen Filmfestivals.
Nach dem Tod von Ovo engagierte sich BeV ehrenamtlich 10 Jahre beim Förderverein EFEU e.V. Seit 2016 online: BeVs „Tuntenmuseum“ als Internet-Wegweiser und zum Gedenken an verstorbene Tunten wie z. B. Melitta Sundström und Pepsi Boston. Auf seinem Youtube-Kanal sind Videos alter Shows und von den schwulen Fernsehsendungen "andersrum" zu sehen. Seit Mitte 2016 arbeitet BeV ehrenamtlich im "Schwulem" Berlin.
Das Foto- und Pressearchiv von BeV StroganoV ist als Konvolut seit 2015 im Jacob-und-Wilhelm-Grimm-Zentrum (Humboldt-Universität zu Berlin) archiviert.

## Filmografie (Auswahl)

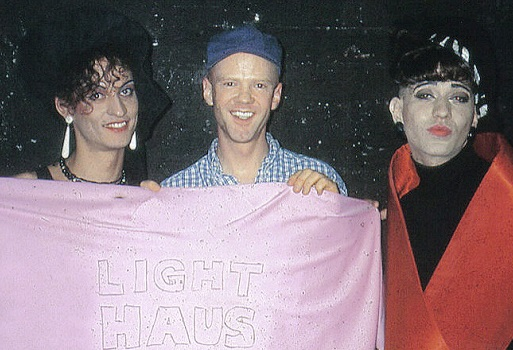
OvoMaltine, Jimmy Somerville & BeV Stroganov mit dem Rosa Winkel Shirt für ein „Lighthaus“-Hospiz, 1994.

- Ein Virus kennt keine Moral (Rosa von Praunheim), 1985
- Ludwigs Lust / ein Sissi-Film (Eckhard Pohlmann), 1986.
- Anita – Tänze des Lasters (Rosa von Praunheim), 1987
- Feuer unterm Arsch (AIDS-Trilogie) (Rosa von Praunheim), 1990.
- Liebe, Eifersucht und Rache (Michael Brynntrup), 1991.[10]
- Neurosia (50 Jahre pervers) (Rosa von Praunheim), 1994.
- 100 Jahre schwuler Mut (Rosa von Praunheim), 1997.
- Tunten lügen nicht (Rosa von Praunheim), 2002.
- Das Ovo (Ovo – das Video) (Michael Brynntrup und Ludger Wekenborg), 2005.[11]

## Ausstattungen (Auswahl)
- Superbia – Stolz / 7 Frauen – 7 Todsünden, mit Irm Hermann, Film von Ulrike Ottinger, 1986
- Plötzlich und Unerwartet mit Udo Kier, Film von Michael Brynntrup, 1993
- “Everybody be somebody” von Ruffneck feat. Yavahn, Musik-Videoclip, 1995.
- The Raspberry Reich / The Revolution is my Boyfriend, Film von Bruce LaBruce, 2002

## Mode/Kostüme (Auswahl)
1980er

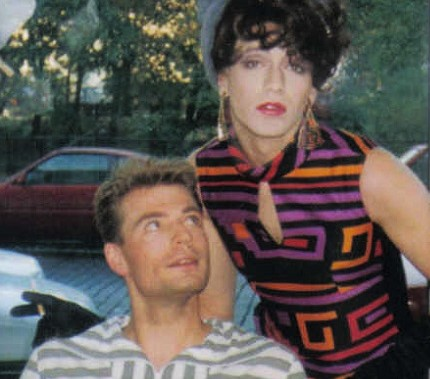
David Wilms & BeV StroganoV 1991, andersrum-TV

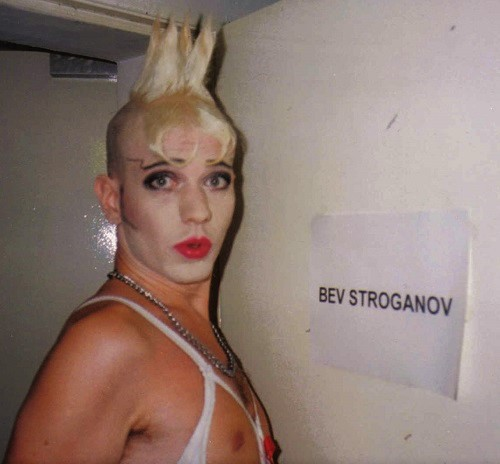
BeV StroganoV 1993, NDR Schmidt-Show

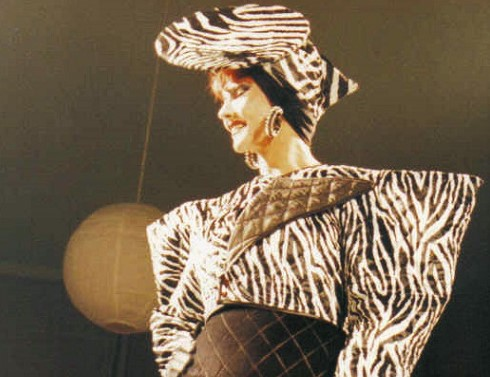
BeV-Design: Das Kostüm ´97 mit Stargast Romy Haag

- „Ladies Neid“ Kostüme Shows (1987)
- Die Schönheit, SchwuZ 1987, Theaterstück von Ronald M. Schernikau, Regie: Pepsi Boston, mit Melitta Sundström und Chou Chou de Briquette
- SchwuZ Berlin, Erste Kollektions-Schau (1987)
- Café Swing, Nollendorfplatz Berlin (1987)
- Offline Berlin Midnight Specials: „BeV & X“ und „Tunten im Weltall“ (1988)
- Made in Berlin, „Hommage an Barbie“ (Sponsor: Mattel) (1988)
- Discothek Metropol Berlin, Kitsch as Kitsch can, Modenschau (1989)
- ZDF "Kaum zu glauben.." (1989)
- Offline Hamburg Midnight Specials: „Kitsch as Kitsch can“, „BeV goes Japan“ und  „Dracula & Vampirella“ (1989)
- Internationale Funkausstellung Berlin, Bühne des SFB-Radio mit live Fashion Show (1989)

1990er
- Hannover Congress Centrum, „Ansichtssachen“, Textil-Mode-Show, Zusammenarbeit mit der FH für Kunst & Design Hannover (1990)
- Elf 99 / DDR1, Interview zur Ost/West OFF Line Messe, (Erste Tuntenmodenschau in Adlershof-Studios) (1990)
- OFF Line Hamburg/Frankfurt/Berlin – Special: „Ansichtssachen“ (1990)
- HIV-HIV-Hurra Party, Berliner AIDS-Hilfe, Präventionsmodenschau (1990)
- Cabaret, Schmidts Tivoli Hamburg, Ausstattung Musical (1993)
- Soloshow Michelle Becker, Theater des Westens Berlin, Ausstattung (1994)
- Modeperformance, Donell Library, New York, (1994)
- Fashion for AIDS, big spender-Benefiz, Volksbühne Berlin (1994)
- N. D. R. Schmidt-Show, H. H. Tivoli, Mode für Sozialschwache. (1996)
- „Cinderella“, BAH und Café PositHIV, Theaterkostüme (1996)
- Das Kostüm ´97, Haus der Kulturen der Welt, Gast-Star Romy Haag; mit Tima die Göttliche als Gast-Designerin im Herbst: Stubnitz-Gala Rostock, BKA Theater Berlin, Schmidts Tivoli Hamburg, (1997)
- Homo 2000: Schwule und Mode, Akademie der Künste (Berlin-Hansaviertel), Ausstellung „100 Jahre Schwulenbewegung“, (1997)
- "Schwoof bei Hof", Kongresshalle (Berlin) Restaurant Schwangere Auster, 20 Jahre Prinz Buchladen Eisenherz (1998)
- O-Ton-Piraten: Show, Café Charlotte und Bar jeder Vernunft (1999)
- Lotti Huber Benefiz-Auktion ihrer Kostüme, Bar jeder Vernunft, (1999)

2000er
- Oz-queerwonderworld, BKA-Luftschloss, Themen-Shows, Ausstattung und Inszenierung (2000/2001)
- Christian Knorr von Rosenroth Festspiele Sulzbach-Rosenberg (2007)
- Aristokraten, Akrobatikshow in Barock-Kostümen 2008–2016

## Musik (Auswahl)
- Transmoderne Narzissen: Die Niederkunft, OMTG-Produktion, Berlin, 2001, Song Nr. 18: „Why“, von BeV StroganoV – deutscher Rap-Text: BeV, Musikarrangement: Elisabeth/Mawi, 05.06 min. Erstaufführung des Songs: Wigstöckel Transgenderfestival 1998.